# Кайзер Карл VI (броненосен крайцер)
„Кайзер Карл VI“ (на немски: SMS Kaiser Karl VI) е броненосен крайцер на австро-унгарския флот от началото на 20. век, построен в единствен екземпляр. Той е усъвършенствана версия на крайцера „Императрица и кралица Мария Терезия“, а развитие на проекта по-късно става крайцерът „Санкт Георг“. Кръстен е в чест на императора на Свещената Римска империя Карл VI. Участва в няколко бойни операции. През март 1918 г. е изключен от бойния състав на флота, до края на Първата световна война служи като щабен кораб в Себенико.

## Проектиране и строителство
През 1890-те години флотът на Австро-Унгария започва строителството на броненосни крайцери в качеството на спомагателни съдове за основните линейни сили на флота, а също така за да се освободят линейните кораби от част от бойните им задачи. Първият такъв кораб става крайцерът „SMS Kaiserin und Königin Maria Theresia“, който е развитие на бронепалубния крайцер „Императрица Елизавета“. „Кайзер Карл VI“ е по-тежък от предшественика си с 800 английски тона (810 метрични тона), по-бърз с 1,5 възела (2,8 км/ч; 1,7 мили/ч), и доста по-силно брониран. Развитие на този проект става още по-големият крайцер „SMS Sankt Georg“.
„Кайзер Карл VI“ е заложен в корабостроителницата „Stabilimento Tecnico Triestino“ (STT) на 1 юли 1896 г. и е спуснат на вода на 1 октомври 1898 г. Дострояването му на вода продължава до 23 май 1900 г., когато корабът е предаден на поръчителя.

## Конструкция
Построен е от „Stabilimento Tecnico Triestino“ (STT) в Триест. Кораб, който съчетава черти от броненосеца „Хабсбург“ и крайцера „Кайзерин унд кьонигин Мария Терезия“.
- дължина по водолинията – 117,9 м (387 фута);
- максимална дължина – 118,96 м (390,3 фута);
- максимална ширина – 17,27 м (56,7 фута);
- газене – 6,75 м (22,1 фута);
- проектна водоизместимост – 6265 метрични тона (6166 английски тона);
- пълна водоизместимост – 6974 метрични тона (6864 английски тона);
- две мачти.

### Въоръжение и брониране
Главен калибър:
- две 24-см (9,4-дюймови) L/40 C/94 оръдия на завода Круп в единични куполни установки по диаметралната плоскост, една на носа и една на кърмата.

Допълнително въоръжение:
- осем 15-см (5,9-дюймови) L/40 оръдия в осем полукръгли каземати, издадени настрани от бордовата броня.

Противоминен калибър:
- шестнадесет 47-мм (1,9 дюйма) L/44 оръдия на фирмата Škoda;
- две 4,7-см L/33 оръдия „Хочкис“.

Дуго въоръжение:
- два 8-мм (0,31-дюймови) картечници;
- две 7-см (2,8-дюймови) L/18 десантни оръдия;
- два 45-см (18-дюймови) торпедни апарата, по един на всеки борд.

Главен брониран пояс:
- дебелина 220 мм (8,7 дюйма) в централната част, около снарядните погреби и силовата установка;
- дебелина 170 мм (6,7 дюйма) по краищата.

Бронирана палуба с дебелина от 40 до 60 мм (1,6÷2,4 дюйма).
Кули на главния калибър: дебелина 200 мм (7,9 дюйма).
Каземати за 15-см оръдия с дебелина 80 мм (3,1 дюйма).
Бойна рубка: дебелина на стените 200 мм (7,9 дюйма), покрив – 100 мм (3,9 дюйма).

### Силова установка
Две четирицилиндрови парни машини с тройно разширение задвижващи два гребни винта. Машините са произведени в Триест от Stabilimento Tecnico Triestino (STT).
Машините се захранват с пара от водотръбни котли на британската фирма „Maudslay, Sons and Field“.
Сумарната мощност на установката от 12 000 индикаторни конски сили (8900 кВт) позволява развиването на скорост от 20,83 възела (38,58 км/ч; 23,97 мили/ч).

## Екипаж
Екипажът наброява 535 офицера и матроса.

## История на службата
Веднага след построяването си „Кайзер Карл VI“ често служи като учебен кораб заедно с трите линейни кораба от типа „Хабсбург“ и крайцера „Санкт Георг“. След летните учения корабът е изваждан в резерва, където се намира в частична бойна готовност.
В средата на 1910 г. „Кайзер Карл VI“ извършва последното сред бойните кораби на Австро-Унгария трансатлантическо пътешествие, посещавайки Бразилия, Уругвай и Аржентина, представлявайки на 25 май Австро-Унгария на празниците по повод столетието от Аржентинската революция, в хода на която страната се освобождава от владичеството на Испания.

### Първа световна война
След юлската криза, провокирана от убийството на ерцгерцога Франц-Фердинанд, намиращият се в Средиземно море германски крайцер „SMS Goeben“ (Гьобен), на 7 август, моли за защита от британците австрийския флот, за което адмирал Антон Хаус изпраща група кораби, в т.ч. и „Кайзер Карл VI“. Австрийският флот успешно провежда лъжлив маньовър, отвличайки вниманието на британците, като в същото време „Гьобен“ се насочва за Истанбул. След това австрийският флот се връща в базата, без съприкосновение с британските кораби.
На 8 август започва обстрелът на порта на Катаро от черногорските войски. „Кайзер Карл VI“, бидейки най-мощният кораб в порта към този момент, взема участие в подавлението на огневите точки с помощта на коректировка на огъня от аероплани. След 5 дни към черногорците пристига подкрепление от Франция, което кара австрийците да пуснат в боя остарелия, но въоръжен с 30,5-см оръдия броненосец „Радецки“, и към 27 октомври вражеските батареи са подавени, а французите се отказват от плановете си да превземат Катаро.
Когато през август 1914 г. мобилизацията на австро-унгарския флот е завършена, „Кайзер Карл VI“ се оказва в състава на Крайцерската флотилия, която болшинството време престоява в порта, бидейки неспособна да действа с най-новите бързоходни крайцери от типа „Новара“.
Когато през 1915 година Италия влиза във войната с Централните държави, австро-унгарският флот продължава да играе отредената му роля, насочена към задържане на многочислен флот на Антантата. Адмирал Хаус се надява, че миноносците и мините съществено ще съкратят италианския флот преди да се разиграе генерално сражение.
Към началото на 1918 г. дългите периоди на бездействие оказват влияние върху дисциплината в катарската флотилия. На 1 февруари на „Санкт Георг“ избухва бунт, който бързо се прехвърля и на „Кайзер Карл VI“. Офицерите са изолирани, комитет от нисши чинове и матроси издига искания, започващи от предсрочно уволнение и подобряване на дажбите и завършващи с прекратяване на войната на основата на четиринадесетте точки на Уилсън. На 2 февруари червените знамена на „Кайзер Карл VI“ са свалени, пристигналите подкрепления прекратяват бунта.
Последствието от Катарския бунт става сериозното съкращение на числеността на австро-унгарския флот за сметка на корабите, които, подобно на разбунтуваните, стоят в портовете без да участват в бойни действия. С края на войната „Кайзер Карл VI“ е предаден на Британия, която го продава на Италия за скрап.

## Коментари
1. ↑  Префиксът „SMS“ е от на немски: Seiner Majestat Schiff (Кораб на Негово Величество).
2. ↑  (на немски: Kaiserliche und Königliche Kriegsmarine (Императорски и Кралски военноморски сили) или съкратено – на немски: K.u.K. Kriegsmarine)